# 巽悠衣子
巽 悠衣子（たつみ ゆいこ、1987年9月17日 - ）は、日本の女性声優。アイムエンタープライズ所属。大阪府出身。

## 経歴
子供の頃からテレビアニメ『美少女戦士セーラームーン』、『あずきちゃん』などが好きでアニメは見ていた。
本格的に熱中したのは、中学2年生の時に放送していた『ヒカルの碁』で、その時に職業としての声優を知った。当時はなりたいとまでは思っておらず、「普通に大学へ進学できたらいいな」と考えていた。
姉が一人おり、その姉が声優志望だったためその影響で自身も声優を目指したと語っている。
高校3年の頃に養成所の資料を請求し、大学入学と同時に声優養成所に通い始めた。最初に入った養成所は方向性が合わず1年で辞め、大学2年ヘ進級する際に友人が通っていた日本ナレーション演技研究所の入所面接を受け本科に合格。同養成所の大阪校に入所し、研修科への進級時にアイムエンタープライズ所属となった。
事務所所属をきっかけに大学を辞めて上京することを考えていたが、養成所スタッフや事務所のマネージャーから「学業優先」を理由に引き止められたため、卒業に必要な全単位を大学3年次までに取得し、2009年春に上京した。上京後は同養成所東京校へ移籍し、2010年3月に大学、養成所を共に卒業した。
2017年12月30日、自身のブログにて一般男性と結婚したことを発表した。
2022年12月31日、同年中に第一子を出産していたことを発表。
2024年2月28日、第二子を妊娠している事を公表、同年6月28日に第二子出産を報告
。

## 人物
自分の性格について一言でいうと「ネガティブ」、好きな言葉は「備えあれば憂いなし」と語っている。
仲のいい声優として金元寿子、山本希望を挙げ、衝撃を受けた声優として高山みなみを挙げている。
日本ナレーション演技研究所事務局チーフの神部功一は、入所面接で基礎科ではなく本科に合格するケースは「あまりない」とし、巽を「努力家」と評している。また、巽の性格について、やる気に溢れているのはいいが先走り過ぎてしまう、気さくで明るく現場で好かれるタイプとも述べている。
趣味はサッカー観戦でレアル・マドリードのファンである。きっかけはFCバルセロナが好きな友人に勧められて、エル・クラシコを見てサッカーが好きになったという。

## 出演
太字はメインキャラクター。

### テレビアニメ
2009年
- けいおん!（2009年 - 2010年、生徒、一年生） - 2シリーズ
- 宇宙をかける少女（みっちゃん）

2010年
- オオカミさんと七人の仲間たち（佐藤）
- kiss×sis（住之江りこ）
- ちゅーぶら!!（鈴木、女子生徒、店員、生徒）

2011年
- THE IDOLM@STER（子供A）
- 快盗天使ツインエンジェル〜キュンキュン☆ときめきパラダイス!!〜（女子生徒A）
- 神様のメモ帳（ヴォーカル）
- Zoobles!（コロン）※のりのり♪のりスタ内での放送版
- 聖痕のクェイサーII（皐月あやめ）
- そふてにっ（水森あづさ、女子生徒）
- 花咲くいろは（もと子、生徒A、生徒C）
- 緋弾のアリア（メイドA）

2012年
- アドリブアニメ研究所（ミナミ）
- あらしのよるに 〜ひみつのともだち〜（ブロ）
- うぽって!!（ふぁら）※Web先行配信
- カンピオーネ! 〜まつろわぬ神々と神殺しの魔王〜（パンドラ）
- クイーンズブレイド リベリオン（女兵士）
- 恋と選挙とチョコレート（女子生徒A）
- ゴクジョッ。〜極楽院女子高寮物語〜（栃木駅前商店街のいわい商店の南浦和さん〈極女2年生 放送部〉）
- 咲-Saki- シリーズ（2012年 - 2014年、志崎綾、新免那岐、安福莉子、江崎仁美） - 2シリーズ
- じょしらく（募金の学生）
- Zoobles!（コロン）
- 好きっていいなよ。（女の子）
- トータル・イクリプス（衛士、帝国軍衛士F）
- ハイスクールD×D（ミッテルト）
- ひだまりスケッチ×ハニカム（女子D、女生徒A、食堂のおばさん、有沢の友人、女教師）
- モーレツ宇宙海賊（エイプリル・ランバート、子供、女性客）
- リトルバスターズ!（2012年 - 2013年、西園美魚、西園美鳥）
- 輪廻のラグランジェ season2（野津えみり）

2013年
- アイカツ!（りおんの兄）
- キューティクル探偵因幡（ノア）
- 幻影ヲ駆ケル太陽（白金ぎんか）
- 絶対防衛レヴィアタン（ニンジャ）
- たまこまーけっと（実行委員長）
- 天使のどろっぷ（ひばち）
- 問題児たちが異世界から来るそうですよ?（レティシア）
- ロウきゅーぶ!SS（尾高眞弓、奥田伸江）

2014年
- ウィッチクラフトワークス（ジブラルタアル）
- オオカミ少女と黒王子（マユ）
- 彼女がフラグをおられたら（野々宮美子）
- 健全ロボ ダイミダラー（フンボルト、報道）
- ご注文はうさぎですか?（女の子A）
- selector infected WIXOSS（ほのか）
- なりヒロwww（梵プラト、オペレーター、鈴木(留守番電話の声)、クイズ番組出題ナレーター）
- のうりん（アナウンサー）
- 魔法科高校の劣等生（2014年 - 2024年、北山雫） - 3シリーズ

2015年
- えとたま（シマたん）
- カードファイト!! ヴァンガードG（子供B）
- Charlotte（野村）
- 少年ハリウッド -HOLLY STAGE FOR 50-（ファン）
- 探偵チームKZ事件ノート（立花彩）
- デュラララ!!×2 承/転（月山、少女）
- 電波教師（鬼頭ミホ）
- DOG DAYS"（ジョーヌ・クラフティ、カナタ）
- ノラガミ ARAGOTO（恵比寿）
- ビキニ・ウォリアーズ（神）
- モンスター娘のいる日常（女の子〈帽子の女の子〉）

2016年
- おしえて! ギャル子ちゃん（後輩）
- 境界のRINNE（女子生徒C）
- 灼熱の卓球娘（角田つばさ、結城ゆず、森野もみじ、女子1）
- はんだくん（真木ヨリコ）
- 腐男子高校生活（かなちょん）
- ラブライブ!サンシャイン!!（2016年 - 2017年、女子、アイドルC） - 2シリーズ

2017年
- モンスターハンター ストーリーズ RIDE ON（子供B）
- ALL OUT!!（逢坂淳〈幼少期〉）
- まけるな!!あくのぐんだん!（ネル様）
- アイカツスターズ!（赤坂いちか、ファン、アナウンサー）
- サクラクエスト（鈴木杏志）
- ようこそ実力至上主義の教室へ（2017年 - 2024年、長谷部波瑠加） - 3シリーズ
- いつだって僕らの恋は10センチだった。（下級生A、美術部員）

2018年
- スロウスタート（今井千尋）
- ウマ娘 プリティーダービー（ヒシアマゾン）
- キラッとプリ☆チャン（外国人女性）
- ハッピーシュガーライフ（女性警察官）

2019年
- 臨死!!江古田ちゃん（江古田ちゃん〈第3話〉）
- 名探偵コナン（レポーター）

2020年
- デュエル・マスターズ キング（チョウキ）
- かくしごと（看護師A）
- うまよん（ヒシアマゾン〈ヒシアマ長官〉）
- 魔女の旅々（妹）
- おちこぼれフルーツタルト（本町利音）
- くまクマ熊ベアー（2020年 - 2023年、エレローラ） - 2シリーズ

2021年
- 魔法科高校の優等生（北山雫）

2022年
- ぼっち・ざ・ろっく!（みーたん）

2023年
- 神達に拾われた男2（ミヤビ）
- この素晴らしい世界に爆焔を!（ソフィ）

2025年
- クレヨンしんちゃん（女性店員）

### 劇場アニメ
- 超劇場版ケロロ軍曹 誕生!究極ケロロ 奇跡の時空島であります!!（2010年、子供）
- なりヒロwww（2014年、梵プラト[PR 33]）
- モーレツ宇宙海賊 ABYSS OF HYPERSPACE -亜空の深淵-（2014年、エイプリル・ランバート[PR 34]）
- 劇場版selector destructed WIXOSS（2016年、ほのか）
- 劇場版 魔法科高校の劣等生 星を呼ぶ少女（2017年、北山雫[PR 35]）
- ラブライブ!サンシャイン!! The School Idol Movie Over the Rainbow（2019年、女子生徒）
- 劇場編集版 かくしごと -ひめごとはなんですか-（2021年）

### OVA
2008年
- kiss×sis（住之江りこ）

2012年
- 乙女はお姉さまに恋してる 2人のエルダー THE ANIMATION（哘雅楽乃）
- テイルズ オブ シンフォニア THE ANIMATION（少女）
- 流れ星レンズ（女の子2）
- Holy Knight（槙村千鶴）

2013年
- 問題児たちが異世界から来るそうですよ? 〜温泉漫遊記〜（レティシア） ※小説第8巻Blu-ray同梱版

2015年
- 一騎当千 Extravaganza Epoch（源九郎義経）
- DOG DAYS"（ジョーヌ・クラフティ）

2016年
- ノラガミ ARAGOTO（恵比寿）※漫画第16巻DVD同梱版
- ハンツー×トラッシュ（雨宮）※コミック第11巻DVD付き限定版

2018年
- ウマ娘 プリティーダービー BNWの誓い（2018年、ヒシアマゾン）

2021年
- うまよん（2021年、ヒシアマゾン） - Blu-ray BOX新作ショートアニメ

### Webアニメ
- エクスメイデン（2014年、萩野みどり[PR 41]）
- えとたま〜猫客万来〜（2021年、シマたん[22]）
- 印西あるある物語（2022年、りんな[23]）

### ゲーム
2010年
- BLUE ROSES 〜妖精と青い瞳の戦士たち〜（ラブル）

2011年
- アイドルをつくろう（ラクス・ハーヴェイ）
- デッドエンド Orchestral Manoeuvres in the Dead End（ウツロ）

2012年
- 俺の妹がこんなに可愛いわけがない ポータブルが続くわけがない
- ぎゃる☆がん（島原京香）※PS3版

2013年
- 幻獣姫（インプ）
- 咲-Saki- 阿知賀編 episode of side-A Portable（江崎仁美）
- 嫁コレ（西園美魚）

2014年
- グリモア〜私立グリモワール魔法学園〜（間宮千佳）
- 三国魂（主人公〈女性〉3）
- 白猫プロジェクト（セオリ、アキヒコ）
- ゼルダ無双（アゲハ）
- 超女神信仰 ノワール 激神ブラックハート（ツネミ）
- Tokyo 7th シスターズ（三森マツリ）
- バレットガールズ（土居内麻衣）
- V.D.-Vanishment Day-（名取穂香、綾瀬桃子）
- 魔法科高校の劣等生 Out of Order（北山雫）
- 魔法科高校の劣等生 LOST ZERO（北山雫）
- 嫁コレ（北山雫）

2015年
- グランブルーファンタジー（2015年 - 2023年、フィラソピラ）
- 咲-Saki- 全国編（江崎仁美）
- 影牢〜トラップ ガールズ〜（シャルロッテ・バナナノカワ、ヒサメ・スリップフロア、マルヤッタ・トゥームストーン、ミーシャ・ハンギングチェーン、ゼシール・サーキュラーソー）
- クイズRPG 魔法使いと黒猫のウィズ（ルルベル）
- 白衣性愛情依存症（鳥居みち、辰巳まち）
- VALKYRIE DRIVE -SIREN-（桐原このえ）

2016年
- ウチの姫さまがいちばんカワイイ（マギ）
- グリムノーツ（シャルロット・バルヒェット、モイラ、アデリア・ワルデン、ミリー・ヴェルヴェット）
- ゴッドオブハイスクール【神スク】（黒神かりん）
- ソードアート・オンライン -ホロウ・リアリゼーション-（プレミア、謎のNPC）
- バレットガールズ2（土居内麻衣）
- 編隊少女 -フォーメーションガールズ-（ドミニーカ・ゾロトヴァ）
- Magical Stone（リオン・ベルンカステル、ガブリエル、クロエ）
- モンスターハンター エクスプロア（アメノマ）
- ファンタシースターオンライン2 es（2016年 - 2020年、レヴィ、カルメリアス、カディムケラス、プレイメディック）

2017年
- AKIBA'S TRIP Festa!（アン・ロゼ・ファミーユ）
- 真・女神転生 DEEP STRANGE JOURNEY
- レイヤードストーリーズ ゼロ（クレア、シレーナ）
- ブレイブリーオブリビオン（ラマス）

2018年
- デスティニーチャイルド（エリザベート）
- ドールズオーダー（ケイ）
- ソードアート・オンライン フェイタル・バレット（プレミア）
- バレットガールズ ファンタジア（土居内麻衣）
- アズールレーン（2018年 - 2022年、朝潮、ブレマートン）

2019年
- 逆転オセロニア（シエンティア）

2020年
- 一騎当千 エクストラバースト（源九郎義経）
- 戦国RENKA ズーム！（井伊直虎）
- ドラガリアロスト（ラズリー）
- ワールドフリッパー（キクノ）

2021年
- ウマ娘 プリティーダービー（2021年 - 2023年、ヒシアマゾン）
- 乱闘少女（フェイ）

2022年
- 魔法科高校の劣等生 リローデッド・メモリ（北山雫）

### ドラマCD
- 獏-BAKU- 第三幕（アイリス）
- 魔法少女リリカルなのはStrikerS サウンドステージM4 10thSP（女の子）

2010年
- kiss×sis ドラマCD Vol.1・2（住之江りこ）
- 子ひつじは迷わない 走るひつじが1ぴき・前編（中瀬華）
- 氷結鏡界のエデン 楽園幻想（春蕾・ピア・ヌクレネン）
- れでぃ×ばと! ドラマCD（女子生徒）

2011年
- となりの怪物くん（夏目あさ子）※単行本7巻、9巻特装版付属CD
- ホイップノート（浜千鳥玲子）

2012年
- セクシャル・ハンター・ライオット（皆都三奈）

2013年
- アインザッツ（古野若菜、数子麗央）

2015年
- kiss×sis ドラマCD（住之江りこ）※単行本15巻特装版付属CD
- 世界の終わりの世界録（フィア）
- ダンジョンに出会いを求めるのは間違っているだろうか（店員）※BD6巻特典オーディオドラマCD

2016年
- ざるそば（かわいい）（佐藤野乃花）

2017年
- ウマ娘 プリティーダービー STARTING GATE 04（ヒシアマゾン）
- コーヒー&バニラ（白城リサ）※Cheese!2017年8月号、2018年6月号、2020年8月号、2021年6月号付録
- ネコにはいぬを（美子）
- 変女 〜変な女子高生 甘栗千子〜（瀬戸流河）※コミックス第6巻ドラマCD付属限定版

### ASMR
- いっしょにお出かけ旅の音 夏、ふたりの星空キャンプ（2022年、相沢あゆ）

### ラジオ
※はインターネット配信。
- kiss×sis 関連
  - kiss×sis〜ゼロから始めるラジオ〜（2009年、Yahoo!動画※）
  - 竹達彩奈と巽悠衣子のkiss×sis公開生放送（2009年、超!A&G+※）
  - kiss×sis〜1から始めるお姉ちゃんラジオ〜（2010年、アニメイトTV※）
  - kiss×sis〜携帯から教えるお姉ちゃんラジオ〜（2010年、声優アニメイト※）
- Honey★Box「せ☆kirara☆タイム」（2009年 - 2010年、ケータイラジオ館※）
- 声優Vステグランプリガール アニメGOE（2010年 - 2011年、ラジオ大阪）
- あか☆ぷろ!!! 〜明るい三姉妹プロジェクト〜（2010年 - 2011年、コンプティークモバイル・アニメイトTV※）
- ゆいこ・ひさこのでかした!RanQueen!（2010年 - 2014年、超!A&G+ / 2014年 - 2015年、マリン・エンタテインメント公式サイト※[PR 65]）
- 聖痕のクェイサーラジオ2 〜翠玲学園放送部〜（2011年、ランティスウェブラジオ※・音泉※）
- あか☆ぷろ!!! えすえす（2012年 - 2013年、アニメイトTV※）
- 幻影ヲ駆ケルRadio（2013年、HiBiKi Radio Station※）[PR 66]
- 魔法科高校の劣等生WEBラジオ 満開!ブルーム放送委員会（2014年、アニメ『魔法科高校の劣等生』公式サイト※）
- あどりぶ（2014年 - 2020年、超!A&G+※）
- 巽悠衣子の「下も向いて歩こう＼(^o^)／」（2016年 - 2019年、ニコニコ生放送※）
- 下野紘・巽悠衣子の小説家になろうラジオ（2018年 - 、文化放送）
- 臨死ラジオ!!江古田ちゃん〜深夜のBarTime〜（2019年、ラジオ大阪）

### 吹き替え
- セックス・エデュケーション (ヘレン)

### ナレーション
- アニメマシテ（2015年2月度[PR 67]）

### テレビ番組
※はインターネット配信。
- 教えて!デッドエンドTV（2011年、デッドエンド Orchestral Manoeuvres in the Dead End公式サイト※）
- ほのかと雫の魔法塾（2014年、アニメ公式サイト※）

### Webドラマ
- 見逃し三姉妹（2014年）蓑雅さやか[PR 68]

### その他コンテンツ
- ときドキ時計（アプリ）龍馬藍（腹黒妹）
- パチンコDX『ちょーりょーばっこ!!』（碓井千鳥）
- 明石スクールユニフォームカンパニー PRキャラクター（藤栄しおん）[PR 69]
- オーディオブック 悪人（石橋佳乃）
- 宝探し〜ミネルヴァの箱〜in 河口湖オルゴールの森美術館

## ディスコグラフィ

### キャラクターソング
| 発売日   | 商品名                                                                                            | 歌 | 楽曲 | 備考                                                        |
| 2010年   | 2010年                                                                                            | 2010年 | 2010年                                                                                                  | 2010年                                                      |
| -------- | ------------------------------------------------------------------------------------------------- | --- | --- | ----------------------------------------------------------- |
| 4月21日  | ふたりの♥ハニーボーイ                                                                             | あこりこ | 「ふたりの♥ハニーボーイ」                                                                               | OAD『kiss×sis』オープニングテーマ                           |
| 4月21日  | バランスKISS                                                                                      | あこりこ | 「バランスKISS」 「君にLOVEだもん」                                                                     | テレビアニメ『kiss×sis』オープニングテーマ                  |
| 5月26日  | あなたにkiss                                                                                      | あこりこ | 「四六時中 I want you」 「ふたりdeふわり」 「夏の匂いがしていた」 「Happyday, Happytime」 「虹色Diary」 | テレビアニメ『kiss×sis』関連曲                              |
| 6月23日  | エンドレスkiss                                                                                    | 住之江りこ（巽悠衣子） | 「大胆LOVE」                                                                                            | テレビアニメ『kiss×sis』関連曲                              |
| 2011年   |                                                                                                   | | |                                                             |
| 1月24日  | キャラクターCD 第3巻 明井灯 starring 巽悠衣子編                                                   | 明井灯（巽悠衣子） | 「レディ→GO」                                                                                           | ラジオ『あか☆ぷろ!!!〜明るい三姉妹プロジェクト〜』関連曲    |
| 2012年   |                                                                                                   | | |                                                             |
| 8月10日  | Love Sick!／Dear My Friend                                                                        | Love it | 「Love Sick!」 「Dear My Friend」                                                                       | ラジオ『ゆいこ・ひさこのでかした！RanQueen！』関連曲        |
| 2013年   |                                                                                                   | | |                                                             |
| 10月23日 | 幻影ヲ駆ケル太陽 2巻 BD・DVD特典CD                                                                | 白金ぎんか（巽悠衣子） | 「大切なもの〜L'equilibrio e Importante」                                                               | テレビアニメ『幻影ヲ駆ケル太陽』関連曲                      |
| 2014年   |                                                                                                   | | |                                                             |
| 10月1日  | エクスメイデン                                                                                    | 赤丸純（内田真礼）、橘葵（飯田友子）、萩野みどり（巽悠衣子）、ヴァンダレイ・ジルミンコ（MAKO） | 「forbidden Code」                                                                                      | Webアニメ『エクスメイデン』エンディングテーマ               |
| 12月24日 | 魔法科高校の劣等生 九校戦編3 BD・DVD特典CD                                                        | 北山雫（巽悠衣子） | 「PHASE」                                                                                               | テレビアニメ『魔法科高校の劣等生』関連曲                    |
| 2015年   |                                                                                                   | | |                                                             |
| 1月21日  | なりヒロwww 2巻 BD・DVD特典CD                                                                     | ソクラ（田村睦心）、プラト（巽悠衣子）、アリス（内田真礼） | 「なりゆきだって結果オーライwww」                                                                       | アニメ『なりヒロwww』関連曲                                 |
| 1月21日  | なりヒロwww 2巻 BD・DVD特典CD                                                                     | プラト（巽悠衣子） | 「なりゆきだって結果オーライwww」                                                                       | アニメ『なりヒロwww』関連曲                                 |
| 4月22日  | blue moment                                                                                       | ソルラルBOB | 「blue moment」                                                                                         | テレビアニメ『えとたま』エンディングテーマ                  |
| 6月3日   | えとたま キャラクターソングミニアルバム② ETMファイティングクライマックス！ 本気の師匠チャレンジ編 | シマたん（巽悠衣子）、ドラたん（内田真礼）、ウリたん（花守ゆみり） | 「ETMファイティングクライマックス！ 本気の師匠チャレンジ編」                                            | テレビアニメ『えとたま』関連曲                              |
| 6月3日   | えとたま キャラクターソングミニアルバム② ETMファイティングクライマックス！ 本気の師匠チャレンジ編 | シマたん（巽悠衣子） | 「TRY! TRY! TRY!」 「blue moment も〜っと！」                                                           | テレビアニメ『えとたま』関連曲                              |
| 2017年   |                                                                                                   | | |                                                             |
| 2月22日  | ウマ娘 プリティーダービー STARTING GATE 04                                                        | タイキシャトル（大坪由佳）、グラスワンダー（前田玲奈）、ヒシアマゾン（巽悠衣子） | 「奇跡を信じて!」 「うまぴょい伝説」                                                                    | ゲーム『ウマ娘 プリティーダービー』関連曲                   |
| 2月22日  | ウマ娘 プリティーダービー STARTING GATE 04                                                        | ヒシアマゾン（巽悠衣子） | 「鳥かごのロンリーバード」                                                                              | ゲーム『ウマ娘 プリティーダービー』関連曲                   |
| 6月7日   | 魔法科高校の劣等生 ソングブック                                                                   | 光井ほのか（雨宮天）、北山雫（巽悠衣子） | 「BesTie」                                                                                              | テレビアニメ『魔法科高校の劣等生』関連曲                    |
| 8月31日  | 魔法使いと黒猫のウィズ 4th Anniversary Original Soundtrack                                        | ルルベル（巽悠衣子）、ミィア（田中あいみ）、ウリシラ（山崎エリイ）、イーディス（嶋村侑）、カナメ（高橋李依）、クルス（村瀬歩） | 「聖サタニック女学院校歌」                                                                              | ゲーム『クイズRPG 魔法使いと黒猫のウィズ』関連曲            |
| 2018年   |                                                                                                   | | |                                                             |
| 3月28日  | フィギュアヘッズ オリジナル・サウンドトラック                                                     | サリーナ（巽悠衣子）、千弦（須藤沙織）、栞音（Lynn） | 「(ココロないボクらの…)アンダーグラウンド・フェスタ」                                                   | ゲーム『フィギュアヘッズ』関連曲                            |
| 7月25日  | ウマ娘 プリティーダービー ANIMATION DERBY 03 Special Record!/Find My Only Way                     | スペシャルウィーク（和氣あず未）、サイレンススズカ（高野麻里佳）、トウカイテイオー（Machico）、ウオッカ（大橋彩香）、ダイワスカーレット（木村千咲）、ゴールドシップ（上田瞳）、メジロマックイーン（大西沙織）、エルコンドルパサー（高橋未奈美）、グラスワンダー（前田玲奈）、シンボリルドルフ（田所あずさ）、エアグルーヴ（青木瑠璃子）、ヒシアマゾン（巽悠衣子）、フジキセキ（松井恵理子）、マルゼンスキー（Lynn）、テイエムオペラオー（徳井青空）、ビワハヤヒデ（近藤唯）、ナリタブライアン（相坂優歌）、オグリキャップ（高柳知葉） | 「Special Record!」                                                                                     | テレビアニメ『ウマ娘 プリティーダービー』挿入歌             |
| 7月25日  | ウマ娘 プリティーダービー ANIMATION DERBY 03 Special Record!/Find My Only Way                     | スペシャルウィーク（和氣あず未）、サイレンススズカ（高野麻里佳）、トウカイテイオー（Machico）、ウオッカ（大橋彩香）、ダイワスカーレット（木村千咲）、ゴールドシップ（上田瞳）、メジロマックイーン（大西沙織）、エルコンドルパサー（高橋未奈美）、グラスワンダー（前田玲奈）、セイウンスカイ（鬼頭明里）、キングヘイロー（佐伯伊織）、ハルウララ（首藤志奈）、シンボリルドルフ（田所あずさ）、タイキシャトル（大坪由佳）、エアグルーヴ（青木瑠璃子）、ヒシアマゾン（巽悠衣子）、フジキセキ（松井恵理子）、マルゼンスキー（Lynn）、テイエムオペラオー（徳井青空）、ビワハヤヒデ（近藤唯）、ナリタブライアン（相坂優歌）、オグリキャップ（高柳知葉）、スーパークリーク（優木かな）、タマモクロス（大空直美）、イナリワン（井上遥乃）、ウイニングチケット（渡部優衣）、メジロライアン（土師亜文）、メジロドーベル（久保田ひかり）、ナイスネイチャ（前田佳織里）、エイシンフラッシュ（藤野彩水）、マチカネフクキタル（新田ひより）、メイショウドトウ（和多田美咲） | 「うまぴょい伝説」                                                                                      | テレビアニメ『ウマ娘 プリティーダービー』エンディングテーマ |
| 9月26日  | ウマ娘 プリティーダービー ANIMATION DERBY 06                                                      | シンボリルドルフ（田所あずさ）、マルゼンスキー（Lynn）、ヒシアマゾン（巽悠衣子）、フジキセキ（松井恵理子）、エアグルーヴ（青木瑠璃子）、ナリタブライアン（相坂優歌）、ビワハヤヒデ（近藤唯） | 「Special Record!」                                                                                     | テレビアニメ『ウマ娘 プリティーダービー』関連曲             |
| 2019年   |                                                                                                   | | |                                                             |
| 5月22日  | I'M THE QUEEN                                                                                     | The QUEEN of PURPLE［三森マツリ（巽悠衣子）］ | 「Wake Up Heroine」                                                                                     | ゲーム『Tokyo 7th シスターズ』関連曲                        |
| 2021年   |                                                                                                   | | |                                                             |
| 6月16日  | うまよん ミニアルバム                                                                             | トウカイテイオー（Machico）、シンボリルドルフ（田所あずさ）、エアグルーヴ（青木瑠璃子）、フジキセキ（松井恵理子）、ヒシアマゾン（巽悠衣子） | 「Ring Ring ダイアリー」                                                                                | テレビアニメ『うまよん』主題歌                              |
| 10月27日 | 魔法科高校の優等生 BD・DVD第2巻特典CD                                                             | 光井ほのか（雨宮天）、北山雫（巽悠衣子）、明智英美（西明日香） | 「永久迷宮?!NO THANK YOU!!」                                                                            | テレビアニメ『魔法科高校の優等生』関連曲                    |
| 12月22日 | 魔法科高校の優等生 BD・DVD第4巻特典CD                                                             | 光井ほのか（雨宮天）、北山雫（巽悠衣子） | 「Chatting ∞ ダイアリー」                                                                               | テレビアニメ『魔法科高校の優等生』関連曲                    |
| 2022年   |                                                                                                   | | |                                                             |
| 10月4日  | ウマ娘 プリティーダービー Solo Vocal Tracks Vol.5 －4th EVENT SPECIAL DREAMERS!! EXTRA STAGE－    | ヒシアマゾン（巽悠衣子） | 「We are DREAMERS!!（Game Size）」 「BLOW my GALE（Game Size）」                                        | ゲーム『ウマ娘 プリティーダービー』関連曲                   |

### その他参加楽曲
| 発売日        | 商品名                                                | 歌                        | 楽曲 | 備考                                                |
| ------------- | ----------------------------------------------------- | ------------------------- | --- | --------------------------------------------------- |
| 2011年5月30日 | GOEソンプロジェクト ホームメイドCD                    | 声優Vステグランプリガール | 「OVER!!!(Vプリver.)」 | ラジオ『声優Vステグランプリガール アニメGOE』関連曲 |
| 2011年5月30日 | GOEソンプロジェクト ホームメイドCD                    | 巽悠衣子                  | 「Endless…」 | ラジオ『声優Vステグランプリガール アニメGOE』関連曲 |
| 2012年2月8日  | 新・百歌声爛II-女性声優編-                            | 巽悠衣子                  | 「いつも何度でも」〜 「素敵な君」〜 「乙女のポリシー」〜 「Get Over」〜 「謎」〜 「Northern lights」〜 「Give a reason」〜 「そばかす」〜 「勇気100%」〜 「ウィーアー!」 |                                                     |
| 2014年12月3日 | あどりぶ MUSIC CLIP〜SEASIDE LIVE FES 2014〜          | 巽悠衣子、大橋彩香        | 「Starting Up!」 「超無敵ハイスピード☆」 「Rambling Heart」 「Bright My Wonderland」 「New Horizon（SEASIDE LIVE FES 2014テーマソング）」                                | イベント『SEASIDE LIVE FES 2014』参加曲             |
| 2015年5月13日 | えとたま BD・DVD きゃにめ.jp 特典ミュージックカード壱 | 巽悠衣子                  | 「blue moment シマたんソルラルチャージver.」 | テレビアニメ『えとたま』関連曲                      |
| 2015年12月4日 | あどりぶ MUSIC FLAVORS〜SEASIDE LIVE FES 2015〜       | 巽悠衣子、大橋彩香        | 「STAR LIGHT☆PARTY」 「友・愛Dilemma」 「檸檬のデッサン」 「survivor!」 「Thank You For Being You（SEASIDE LIVE FES 2015テーマソング）」                                 | イベント『SEASIDE LIVE FES 2015』参加曲             |
| 2016年11月5日 | あどりぶ MUSIC HOURS〜SEASIDE LIVE FES 2016〜         | 巽悠衣子、大橋彩香        | 「共にこの空を」 「会いにいくよ」 「光をかざして」 「シグナル」 「Blessing the Sky（SEASIDE LIVE FES 2016テーマソング）」                                                | イベント『SEASIDE LIVE FES 2016』参加曲             |